# Mikon
Mikon (gr. Μίκων), zwany Młodszym – rzeźbiarz i malarz ścienny okresu klasycznego w sztuce starożytnej Grecji, czynny w połowie V wieku p.n.e.
Syn Panochosa, należał do uczniów Polignota. Zyskał sławę zdobiąc wraz z wybitnymi twórcami (Panajnosem, Polikletem), ateński Portyk Malowany (Stoa Poikile), gdzie namalował amazonomachię i bitwę pod Maratonem. W Tezejonie, ateńskiej świątyni kultu Tezeusza był twórcą przedstawień centauromachii, amazonomachii oraz Tezeusza z Minosem w świecie podmorskim. W Olimpii, w poświęconej Dioskurom świątyni (Anakejon) pozostawił malowidło przedstawiające powrót Argonautów. Wiadomo również, że znajdował się tam sygnowany przez niego posąg zwycięskiego pięcioboisty Kaliasa z Aten.